# Кодзагава
Кодзагава (яп. 古座川町 Кодзагава-тё:) — посёлок в Японии, находящийся в уезде Хигасимуро префектуры Вакаяма. Площадь посёлка составляет 294,52 км², население — 2833 человека (1 августа 2014), плотность населения — 9,62 чел./км².

## Географическое положение
Посёлок расположен на острове Хонсю в префектуре Вакаяма региона Кинки. С ним граничат города Танабэ, Сингу и посёлки Сирахама, Сусами, Кусимото, Натикацуура.

## Население
Население посёлка составляет 2833 человека (1 августа 2014), а плотность — 9,62 чел./км². Изменение численности населения с 1980 по 2005 годы:
| 1980 | 5030 чел. |  |
| 1985 | 4584 чел. |  |
| 1990 | 4193 чел. |  |
| 1995 | 3884 чел. |  |
| 2000 | 3726 чел. |  |
| 2005 | 3426 чел. |  |

## Символика
Деревом посёлка считается криптомерия, цветком — Prunus jamasakura, птицей — Cettia diphone.